# Grupo Lo Monaco
Grupo Lo Monaco es una empresa española con sede en el Área Metropolitana de Granada, especializada en la venta de colchones y complementos para el descanso —almohadas, edredones nórdicos, etc—.
Fue fundada por Livio Lo Monaco y Beatriz Muñoz. Su actividad está centrada en la venta de equipos de descanso, siendo una de las primeras compañías en introducir los colchones de látex en España aunque comenzaron vendiendo artículos de menaje del hogar.

## Historia
En 1996 se inicia el proyecto, a través de la venta de productos de menaje del hogar y mediante un sistema de comercialización no tradicional de visitas domiciliarias. Como herramienta de comunicación se utilizan campañas publicitarias en televisión sobre la base de la experiencia profesional de los fundadores en empresas italianas, con similar sistema de comercialización. Esta vía de comunicación ha acompañado a la compañía durante toda su trayectoria.
En 1998, el grupo comienza la venta de productos de descanso, con la comercialización del colchón de látex en el mercado español.
Entre 2002 y 2005, se produce el periodo de expansión de la empresa en el que se abandona la línea de menaje, pasando a ser la venta de productos de descanso su única actividad. El incremento de la actividad comercial obliga a la dirección a reformular la estructura interna de la compañía. Se crea un consejo de administración formado por los dos socios iniciales y dos consejeros externos: José Luis Nueno y Miguel Ángel Llano, al mismo tiempo Alfredo de la Moneda pasa a ser el director general (2002 - actualidad).
En 2005 se incorporan al grupo la empresa Lo Monaco Hogar Canarias, encargada de comercializar los productos del grupo en las Islas Canarias y Lo Monaco Distribución con la finalidad de integrar verticalmente la logística.

## Logística

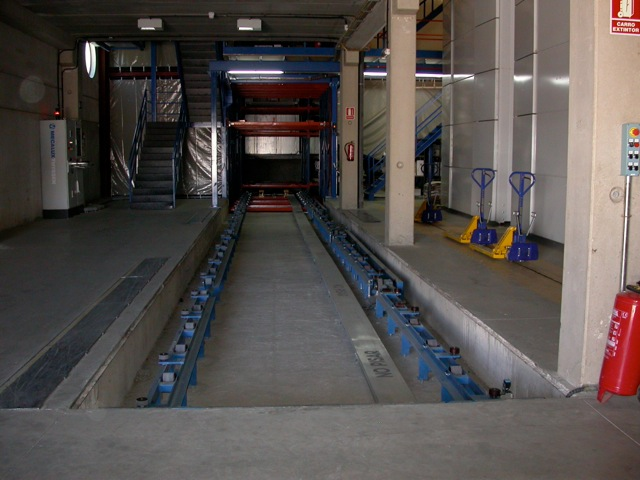
Almacén de Grupo Lo Monaco (Granada)

El grupo tiene una empresa coparticipada al 50% con un especialista logístico: Lo Monaco Distribución, con sede en Guadalajara, para la distribución física a toda la península española e Islas. Esta empresa realiza la entrega, instalación, montaje y desmontaje de los productos vendidos.
En el sur del país todo se gestiona desde el municipio de Peligros, donde está la sede del grupo, a escasos 4 kilómetros de la ciudad de Granada, y existe también una delegación en Canarias.

## Responsabilidad social corporativa
La compañía ha participado en diferentes programas sociales como el programa Pillows & Pillows – Desarrollo & Development de la Fundación Women Together: y también ha colaborado con asociaciones como: Fundación Intervida, la Casa del Agua de Coco, Médicos del Mundo, Cooperación Internacional, Apfem, Cruz Roja, Madre Coraje, Mensajeros de la Paz Granada, Titiritas Clown, Fundación Vicente Ferrer y Asociación de Síndrome de Down.
Por su labor social ha recibido entre otras con distinciones, la acreditación de “Empresa Solidaria”, otorgada por la ONG Cooperación Internacional.

## Asociaciones
Grupo Lo Monaco pertenece a la Asociación Española de Comercio Electrónico, que integra a empresas y entidades interesadas en el desarrollo de la economía digital.

## Televisión y publicidad
Lo Monaco utiliza como canales de comunicación la televisión, internet y los centros comerciales, aunque por lo que se reconoce a la compañía a nivel español es por su presencia continuada en programas de televisión y por la utilización de prescriptores de renombre como:
- Constantino Romero: entre 1998 y 2012 ha participado en diferentes campañas de la compañía aportando su imagen y voz.

- Mariona Xuclá: actriz que trabaja para la marca desde el año 2003 como imagen publicitaria de la marca. Su relación continua en la actualidad.

- Joaquín Prat Sandberg: Desde 2012 el periodista y presentador es la imagen de Grupo Lo Monaco, junto con la anteriormente mencionada Mariona Xuclá.

- En el programa Día a día presentado por María Teresa Campos Lo Monaco ha tenido presencia constante en las mañanas de Telecinco.

Otros artistas y profesionales de la comunicación que han prestado su imagen a la marca son: Carmen Sevilla, Ana Rosa Quintana, Patricia Gaztañaga, Jorge Javier Vázquez y Paz Padilla.

## Galería

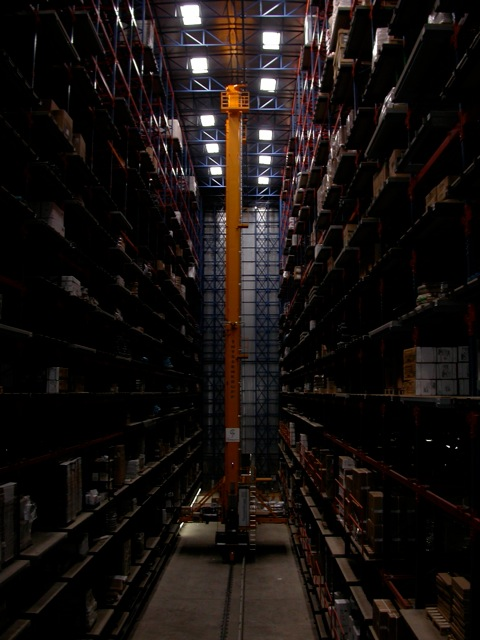
Gestión almacén Grupo Lo Monaco
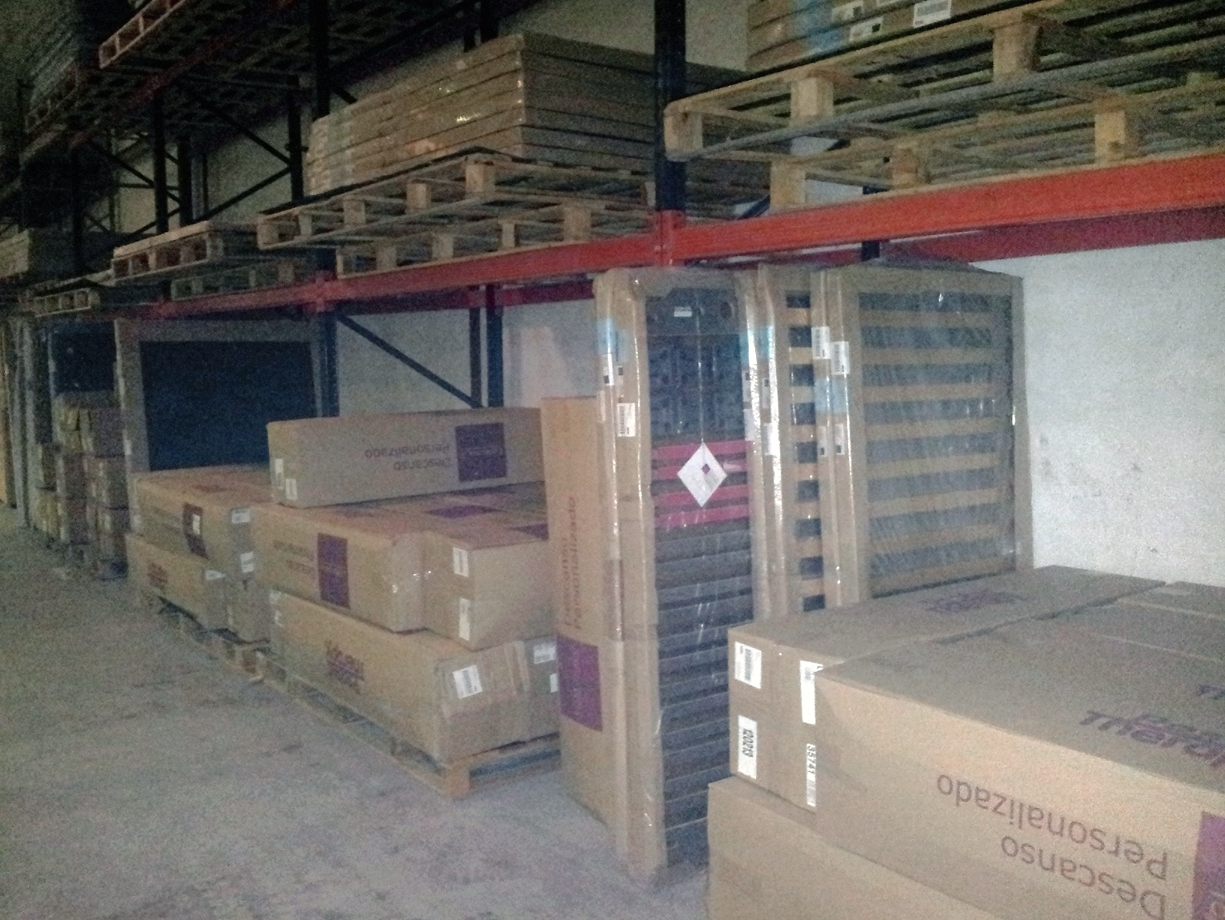
Almacén de Lo Monaco en su sede central (Granada)